# Odontoloxozus longicornis
Odontoloxozus longicornis är en tvåvingeart som först beskrevs av Daniel William Coquillett 1904.  Odontoloxozus longicornis ingår i släktet Odontoloxozus och familjen Neriidae. Inga underarter finns listade i Catalogue of Life.